# Florin Bratu
Florin Daniel Bratu (ur. 2 stycznia 1980 w Bukareszcie) – piłkarz rumuński grający na pozycji napastnika.

## Kariera klubowa
Karierę piłkarską Bratu rozpoczął w klubie Tractorul Brașov. W sezonie 2000/2001 grał w nim w rozgrywkach drugiej ligi rumuńskiej. W 2001 roku przeszedł do Rapidu Bukareszt. 5 sierpnia 2001 zadebiutował w jego barwach w pierwszej lidze rumuńskiej w wygranym 3:0 wyjazdowym meczu z UMT Timișoara. W 2002 roku zdobył z Rapidem Puchar Rumunii, a następnie Superpuchar Rumunii. W tamtym roku był też wypożyczony do Electromagnetiki Bukareszt. W 2003 roku wywalczył z Rapidem mistrzostwo Rumunii i swój drugi superpuchar kraju w karierze.
W 2003 roku Bratu przeszedł z Rapidu do tureckiego Galatasaray SK. W tureckiej lidze zadebiutował 13 września 2003 w przegranym 0:1 wyjazdowym meczu z Konyasporem. W ataku Galatasaray grał przez sezon.
Latem 2004 roku Bratu został zawodnikiem francuskiego FC Nantes. Swój debiut w Ligue 1 zanotował 7 sierpnia 2004 w meczu z FC Metz (0:1). W sezonie 2004/2005 pomógł Nantes w utrzymaniu się w lidze i zajęciu 17. miejsca.
W 2005 roku Bratu wrócił do Rumunii i został piłkarzem Dinama Bukareszt. W 2006 roku został z nim wicemistrzem kraju. W 2006 roku wypożyczono go do Valenciennes FC, w którym zadebiutował 5 sierpnia 2006 w zremisowanym 1:1 wyjazdowym spotkaniu z AJ Auxerre. W 2007 roku wrócił z wypożyczenia i w Dinamie grał do lata 2010 roku.
Latem 2010 Bratu został zawodnikiem bułgarskiego Liteksu Łowecz. W lidze bułgarskiej swój debiut zaliczył 31 lipca 2010 z Miniorem Pernik (2:1) i w debiucie zdobył gola. W 2010 roku zdobył z Liteksem Superpuchar Bułgarii.
W 2011 roku Bratu podpisał kontrakt z Gaz Metan Mediaș. W nim po raz pierwszy wystąpił 26 lutego 2011 w meczu z FC Politehniką Timișoara (1:3). Karierę kończył w 2012 roku w klubie Gloria Bystrzyca.
| Sezon   | Klub                       | Kraj     | Rozgrywki | Mecze | Bramki |
| ------- | -------------------------- | -------- | --------- | ----- | ------ |
| 2000/01 | Tractorul Brașov           | Rumunia  | Divizia B | 27    | 8      |
| 2001/02 | Rapid Bukareszt            | Rumunia  | Divizia A | 18    | 2      |
| 2001/02 | Electromagnetica Bukareszt | Rumunia  | Divizia B | 2     | 0      |
| 2002/03 | Rapid Bukareszt            | Rumunia  | Divizia A | 27    | 11     |
| 2003/04 | Rapid Bukareszt            | Rumunia  | Divizia A | 3     | 2      |
| 2003/04 | Galatasaray SK             | Turcja   | Süper Lig | 25    | 6      |
| 2004/05 | FC Nantes                  | Francja  | Ligue 1   | 13    | 2      |
| 2005/06 | Dinamo Bukareszt           | Rumunia  | Divizia A | 23    | 6      |
| 2006/07 | Valenciennes FC            | Francja  | Ligue 1   | 22    | 1      |
| 2007/08 | Dinamo Bukareszt           | Rumunia  | Liga I    | 28    | 14     |
| 2008/09 | Dinamo Bukareszt           | Rumunia  | Liga I    | 10    | 7      |
| 2009/10 | Dinamo Bukareszt           | Rumunia  | Divizia A | 6     | 1      |
| 2009/10 | Liteks Łowecz              | Bułgaria | A PFG     | 7     | 2      |
| 2010/11 | Gaz Metan Mediaș           | Rumunia  | Liga I    | 5     | 0      |
| 2011/12 | Gaz Metan Mediaș           | Rumunia  | Liga I    | 6     | 1      |
| 2012/13 | Gloria Bystrzyca           | Rumunia  | Liga I    | 9     | 1      |

## Kariera reprezentacyjna
W reprezentacji Rumunii Bratu zadebiutował 12 lutego 2003 roku w wygranym 2:1 towarzyskim meczu ze Słowacją. 30 kwietnia tamtego roku w sparingu z Litwą (1:0) strzelił pierwszego gola w reprezentacji. Od 2003 do 2008 roku wystąpił w kadrze narodowej 14 razy i zdobył 2 bramki.
| Mecze i gole w reprezentacji | Mecze i gole w reprezentacji | Mecze i gole w reprezentacji | Mecze i gole w reprezentacji | Mecze i gole w reprezentacji | Mecze i gole w reprezentacji | Mecze i gole w reprezentacji |
| #                            | Data                         | Stadion                      | Rywal                        | Wynik                        | Gol                          | Rozgrywki                    |
| 2003                         | 2003                         | 2003                         | 2003                         | 2003                         | 2003                         | 2003                         |
| ---------------------------- | ---------------------------- | ---------------------------- | ---------------------------- | ---------------------------- | ---------------------------- | ---------------------------- |
| 1.                           | 12.02.2003                   | Larnaka, Cypr                | Słowacja                     | 2:1                          | 0                            | towarzyski                   |
| 2.                           | 29.03.2003                   | Bukareszt, Rumunia           | Dania                        | 2:5                          | 0                            | el. ME 2004                  |
| 3.                           | 30.04.2003                   | Kowno, Litwa                 | Litwa                        | 1:0                          | 1                            | towarzyski                   |
| 4.                           | 11.06.2003                   | Oslo, Norwegia               | Norwegia                     | 1:1                          | 0                            | el. ME 2004                  |
| 5.                           | 06.09.2003                   | Ploeszti, Rumunia            | Luksemburg                   | 4:0                          | 1                            | el. ME 2004                  |
| 6.                           | 10.09.2003                   | Kopenhaga, Dania             | Dania                        | 2:2                          | 0                            | el. ME 2004                  |
| 7.                           | 11.10.2003                   | Bukareszt, Rumunia           | Japonia                      | 1:1                          | 0                            | towarzyski                   |
| 8.                           | 16.11.2003                   | Ankona, Włochy               | Włochy                       | 0:1                          | 0                            | towarzyski                   |
| 2004                         |                              |                              |                              |                              |                              |                              |
| 9.                           | 18.02.2004                   | Larnaka, Cypr                | Gruzja                       | 3:0                          | 0                            | towarzyski                   |
| 10.                          | 17.11.2004                   | Erywań, Armenia              | Armenia                      | 1:1                          | 0                            | el. MŚ 2006                  |
| 2007                         |                              |                              |                              |                              |                              |                              |
| 11.                          | 17.10.2007                   | Luksemburg, Luksemburg       | Luksemburg                   | 2:0                          | 0                            | el. ME 2008                  |
| 2008                         |                              |                              |                              |                              |                              |                              |
| 12.                          | 20.08.2008                   | Urziceni, Rumunia            | Łotwa                        | 1:0                          | 0                            | towarzyski                   |
| 13.                          | 06.09.2008                   | Kluż-Napoka, Rumunia         | Litwa                        | 0:3                          | 0                            | el. MŚ 2010                  |
| 14.                          | 10.09.2008                   | Thorshavn, Wyspy Owcze       | Wyspy Owcze                  | 1:0                          | 0                            | el. MŚ 2010                  |